# CCDC103
CCDC103 (англ. Coiled-coil domain containing 103) – білок, який кодується однойменним геном, розташованим у людей на 17-й хромосомі. Довжина поліпептидного ланцюга білка становить 242 амінокислот, а молекулярна маса — 27 163.
| 10         |  | 20         |  | 30         |  | 40         |  | 50         |
| ---------- |  | ---------- |  | ---------- |  | ---------- |  | ---------- |
| MERNDIINFK |  | ALEKELQAAL |  | TADEKYKREN |  | AAKLRAVEQR |  | VASYEEFRGI |
| VLASHLKPLE |  | RKDKMGGKRT |  | VPWNCHTIQG |  | RTFQDVATEI |  | SPEKAPLQPE |
| TSADFYRDWR |  | RHLPSGPERY |  | QALLQLGGPR |  | LGCLFQTDVG |  | FGLLGELLVA |
| LADHVGPADR |  | AAVLGILCSL |  | ASTGRFTLNL |  | SLLSRAERES |  | CKGLFQKLQA |
| MGNPRSVKEG |  | LSWEEQGLEE |  | QSGGLQEEER |  | LLQELLELYQ |  | VD         |

A: Аланін

C: Цистеїн

D: Аспарагінова кислота

E: Глутамінова кислота

F: Фенілаланін

G: Гліцин

H: Гістидин

I: Ізолейцин

K: Лізин

L: Лейцин

M: Метіонін

N: Аспарагін

P: Пролін

Q: Глутамін

R: Аргінін

S: Серин

T: Треонін

V: Валін

W: Триптофан

Задіяний у таких біологічних процесах, як біогенез та деградація війок, альтернативний сплайсинг. 
Локалізований у цитоплазмі, клітинних відростках, війках.